# NGC 6594
NGC 6594 је спирална галаксија у сазвежђу Змај која се налази на NGC листи објеката дубоког неба.
Деклинација објекта је + 61° 8' 1" а ректасцензија 18h 10m 5,6s. Привидна величина (магнитуда) објекта NGC 6594 износи 14,5 а фотографска магнитуда 15,3. NGC 6594 је још познат и под ознакама MCG 10-26-19, CGCG 301-17, IRAS 18095+6107, PGC 61482.